# 3193 Elliot
3193 Elliot eller 1982 DJ är en asteroid i huvudbältet som upptäcktes den 20 februari 1982 av den amerikanske astronomen Edward L.G. Bowell vid Anderson Mesa Station. Den är uppkallad efter den amerikanske astronomen James L. Elliot.
Asteroiden har en diameter på ungefär 5 kilometer och den tillhör asteroidgruppen Flora.